# Oito Estandartes
Os Oito Estandartes (em Manchu:ᠵᠠᡴᡡᠨ
ᡤᡡᠰᠠ jakūn gūsa; chinês: 八旗, pinyin: bāqí) ou Oito Bandeiras eram divisões administrativas e militares sob as dinastias Jin Posterior e Qing da China, nas quais todas as famílias Manchu foram colocadas. Na guerra, os Oito Estandartes funcionavam como exércitos, mas o sistema de estandartes era também a estrutura organizacional básica de toda a sociedade Manchu. Criados no início do século XVII por Nurhachi, os exércitos de estandartes desempenharam um papel fundamental na unificação do fragmentado povo Jurchén (que mais tarde seria renomeado como "Manchu" sob o filho de Nurhachi, Huang-Taiji) e na conquista da dinastia Ming pela dinastia Qing.
À medida que as forças mongóis e han foram incorporadas ao crescente estabelecimento militar Qing, os Oito Estandartes Mongóis e os Oito Estandartes Han foram criadas juntamente com as bandeiras Manchu originais. Os exércitos de bandeira foram considerados as forças de elite dos militares Qing, enquanto o restante das tropas imperiais foram incorporados ao vasto Exército do Estandarte Verde. A adesão às bandeiras tornou-se hereditária e os vassalos receberam terras e renda. Após a derrota da dinastia Ming, os imperadores Qing continuaram a contar com as Oito Bandeiras em suas campanhas militares subsequentes. Após as Dez Grandes Campanhas de meados do século XVIII, a qualidade dos exércitos de bandeira diminuiu. O seu fracasso em suprimir a Rebelião Taiping de meados do século XIX arruinou a sua reputação. No final do século XIX, a tarefa de defender o império recaiu em grande parte sobre os exércitos regionais, como o Exército Xiang. Com o tempo, as Oito Estandartes tornaram-se sinônimos da identidade Manchu, mesmo com o desaparecimento de sua força militar. 

## História

### Estabelecimento
Inicialmente, as forças de Nurhaci foram organizadas em pequenos grupos de caça de cerca de uma dúzia de homens relacionados por sangue, casamento, clã ou local de residência, como era o costume típico dos Jurchén. Em 1601, com o número crescente de homens sob seu comando, Nurhaci reorganizou suas tropas em companhias de 300 famílias. Cinco companhias formavam um batalhão e dez batalhões um estandarte. Quatro estandartes foram criados originalmente: Amarelo, Branco, Vermelho e Azul, cada um com o nome da cor de sua estandarte. Em 1614, o número de companhias cresceu para cerca de 400.  Em 1615, o número de estandartes foi duplicado através da criação de estandartes "com bordas". As tropas de cada uma dos quatro estandartes originais seriam divididas entre um estandarte plano e um estandarte com bordas.   A variante com borda de cada estandarte deveria ter uma borda vermelha, exceto para o Estandarte Vermelho com Borda, que tinha uma borda branca.
Os exércitos de estandartes expandiram-se rapidamente após uma série de vitórias militares sob Nurhaci e seus sucessores. Começando no final da década de 1620, os Jurchéns incorporaram tribos mongóis aliadas e conquistadas ao sistema dos Oito Estandartes. Em 1635, Hong Taiji, filho de Nurhaci, renomeou seu povo de Jurchén para Manchu. Nesse mesmo ano os mongóis foram separados nas Oito Estandartes Mongóis (Manchu:ᠮᠣᠩᡤᠣ
ᡤᡡᠰᠠ monggo gūsa; em chinês:  八旗蒙古). 

### Invasões da Coreia
Sob Hong Taiji, os exércitos de bandeira participaram de duas invasões de Joseon na Península Coreana, primeiro em 1627 e novamente em 1636. Como consequência, Joseon foi forçado a encerrar seu relacionamento com os Ming e tornar-se um tributário dos Qing.

### Conquista da Dinastia Ming
Inicialmente, as tropas Han foram incorporadas aos Estandartes Manchu existentes. Quando Hong Taiji capturou Yongping em 1629, um contingente de artilheiros se rendeu a ele. Em 1631, essas tropas foram organizadas no chamado Antigo Exército Han, sob o comando do comandante Han, Tong Yangxing.  Essas unidades de artilharia foram usadas de forma decisiva para derrotar as forças do general Ming Zu Dashou no cerco de Dalinghe naquele mesmo ano.   Em 1636, Hong Taiji proclamou a criação da dinastia Qing.
Entre 1637 e 1642,   o Antigo Exército Han, composto principalmente por nativos de Liaodong que se renderam em Yongping, Fushun, Dalinghe, etc., foi organizado nos Oito Estandartes Han (Manchu:ᠨᡳᡴᠠᠨ
ᠴᠣᠣᡥᠠnikan cooha ouᡠᠵᡝᠨ
ᠴᠣᠣᡥᠠ ujen cooha; chinês: 八旗漢軍, pinyin: bāqí hànjūn). Os Oito Estandartes originais foram posteriormente chamados de Oito Estandartes Manchu (Manchu: ᠮᠠᠨᠵᡠ
ᡤᡡᠰᠠ manju gūsa; chinês: 八旗滿洲, pinyin: bāqí mǎnzhōu). Embora ainda chamados de "Oito Estandartes", havia agora efetivamente vinte e quatro exércitos de estandartes, oito para cada um dos três principais grupos étnicos (Manchu, Mongol e Han). 
Entre os Estandartes, as armas de pólvora, como mosquetes e artilharia, eram empunhadas especificamente pelos Estandartes Han. 
Após a morte de Hong Taiji, Dorgon, comandante do Estandarte Branco Sólido, tornou-se regente. Ele rapidamente expurgou seus rivais e assumiu o controle do Estandarte Azul Sólido de Hong Taiji. Em 1644, cerca de dois milhões de pessoas viviam no sistema dos Oito Estandartes.  Naquele ano, os rebeldes liderados por Li Zicheng capturaram Pequim e o último imperador da dinastia Ming, Chongzhen, suicidou-se. Dorgon e seus vassalos uniram forças com o desertor Ming Wu Sangui para derrotar Li na Batalha da passagem de Shanhai e garantir Pequim para os Qing. O jovem Imperador Shunzhi foi então entronizado na Cidade Proibida. 
Os desertores Ming desempenharam um papel importante na conquista Qing da Planície Central. Os generais da etnia Han que desertaram para os Qing muitas vezes recebiam mulheres da família imperial Aisin Gioro em casamento, enquanto os soldados comuns que desertavam recebiam mulheres manchus não-reais como esposas. Os Qing diferenciaram entre vassalos Han e civis Han comuns. Os vassalos Han eram formados pela etnia Han que desertou para os Qing até 1644 e se juntou aos Oito Estandartes, dando-lhes privilégios sociais e legais, além de serem aculturados à cultura Manchu. Tantos Han desertaram para os Qing e aumentaram as fileiras dos Oito Estandartes que a etnia Manchus se tornou uma minoria dentro dos Estandartes, representando apenas 16% em 1648, com os vassalos Han dominando com 75% e os vassalos mongóis constituindo o resto.   Foi esta força multiétnica, na qual os Manchus eram apenas uma minoria, que conquistou a Planície Central para os Qing.  Hong Taiji reconheceu que os Qing precisavam de desertores Han para ajudar na conquista dos Ming, explicando a outros Manchus por que ele precisava tratar o desertor Ming, General Hung Ch'eng-ch'ou, com leniência. 
Os Qing mostraram na propaganda dirigida aos militares Ming que os Qing valorizavam as habilidades militares para fazê-los desertar para os Qing, uma vez que o sistema político civil Ming discriminava os militares.  Os três oficiais Han de Liaodong que desempenharam um papel importante na conquista do sul da China aos Ming foram Shang Kexi, Geng Zhongming e Kong Youde e governaram o sul da China de forma autônoma como vice-reis dos Qing após suas conquistas.  Normalmente, os soldados-estandartes Manchu agiam como forças de reserva, enquanto os principais Qing usavam tropas Han desertas para lutar como vanguarda durante a conquista da Planície Central. 
Os homens da fronteira militar Han de Liaodong eram propensos a se misturar e aculturar com membros de tribos (não-Han).  O oficial mongol Mangui serviu no exército Ming e lutou contra os Manchus, morrendo em batalha contra um ataque Manchu.   Os Manchus aceitaram e assimilaram os soldados Han que desertaram.  Os soldados transfronteiriços Liaodong Han se aculturaram à cultura Manchu e usaram nomes Manchu. Os Manchus viviam em cidades com muralhas cercadas por aldeias e adotaram a agricultura de estilo Han antes da conquista Qing dos Ming.  Os transfronteiriços Han abandonaram seus nomes e identidades Han e o secretário de Nurhaci, Dahai, pode ter sido um deles. 
Não havia Manchus étnicos suficientes para conquistar a Planície Central, então eles confiaram em derrotar e absorver os mongóis e, mais importante, em adicionar Han aos Oito Estandartes.  Os Qing tiveram que criar um "Jiu Han jun" inteiro (Antigo Exército Han) devido ao grande número de soldados Han que foram absorvidos pelos Oito Estandartes por captura e deserção. A artilharia Ming foi responsável por muitas vitórias contra os Qing, então os Qing estabeleceram um corpo de artilharia formado por soldados Han em 1641 e o aumento do número de Han nos Oito Estandartes levou, em 1642, à criação de todos os Oito Estandartes Han.  Foram os exércitos Han desertores que conquistaram o sul da China para os Qing. 

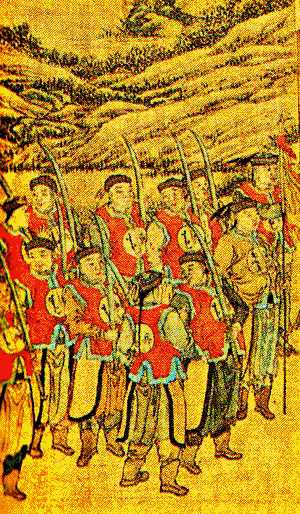
Estandartes do final do século XVII

Quando Dorgon ordenou que os civis Han desocupassem o centro da cidade de Pequim e se mudassem para os arredores, ele reassentou o centro da cidade com os soldados-estandartes, incluindo os vassalos Han, mais tarde, algumas exceções foram feitas para permitir a residência no centro da cidade de civis Han que ocupavam cargos governamentais ou comerciais empregos. 
Os Qing contaram com os soldados do Estandarte Verde, formados por forças militares Ming desertores que se juntaram aos Qing, para ajudar a governar o norte da China.  Foram as tropas Han do Estandarte Verde que governaram ativamente a China militarmente localmente, enquanto soldados-estandartes Han, soldados-estandartes mongóis e soldados-estandartes Manchu que só foram levados a situações de emergência onde havia resistência militar sustentada. 
As princesas Manchu Aisin Gioro também eram casadas com os filhos dos oficiais Han. 
O príncipe regente manchu Dorgon deu uma mulher manchu como esposa ao oficial Han Feng Quan,  que desertou dos Ming para os Qing. O penteado de rabicho manchu foi adotado voluntariamente por Feng Quan antes de ser aplicado à população Han e Feng aprender a língua manchu. 
Para promover a harmonia étnica, um decreto de 1648 do imperador Shunzhi permitiu que homens civis Han se casassem com mulheres manchus dos Estandartes, com a permissão do Conselho da Receita, se fossem filhas registradas de funcionários ou plebeus, ou com a permissão do capitão da companhia de seu estandarte, se fossem eram plebeus não registrados. Foi só mais tarde na dinastia que essas políticas que permitiam casamentos mistos foram eliminadas.   O decreto foi formulado por Dorgon. 
O massacre de Guangzhou das forças Han e civis leais aos Ming em 1650 pelas forças Qing foi inteiramente executado pelos soldados-estandartes Han liderados pelos generais Han Shang Kexi e Geng Jimao.
Os Qing enviaram soldados-estandartes Han para lutar contra os leais aos Ming de Koxinga em Fujian.  Os Qing levaram a cabo uma política de despovoamento massivo, forçando as pessoas a evacuar a costa, a fim de privar os leais Ming de Koxinga de recursos, o que levou ao mito de que foi porque os Manchus tinham "medo de água". Em Fujian, foram os soldados-estandartes Han que levaram a cabo os combates e matanças pelos Qing e isto refutou a alegação totalmente irrelevante de que o alegado medo da água por parte dos Manchus tinha a ver com a evacuação e desobstrução costeira.  Embora um poema se refira aos soldados que realizam massacres em Fujian como "bárbaros", tanto o Exército Han do Estandarte Verde quanto os soldados-estandartes Han estiveram envolvidos na luta pelo lado Qing e realizaram o pior massacre.  400.000 soldados do Exército do Estandarte Verde foram usados contra os Três Feudatórios, além de 200.000 soldados-estandartes. 

### Revolta dos Três Feudatórios

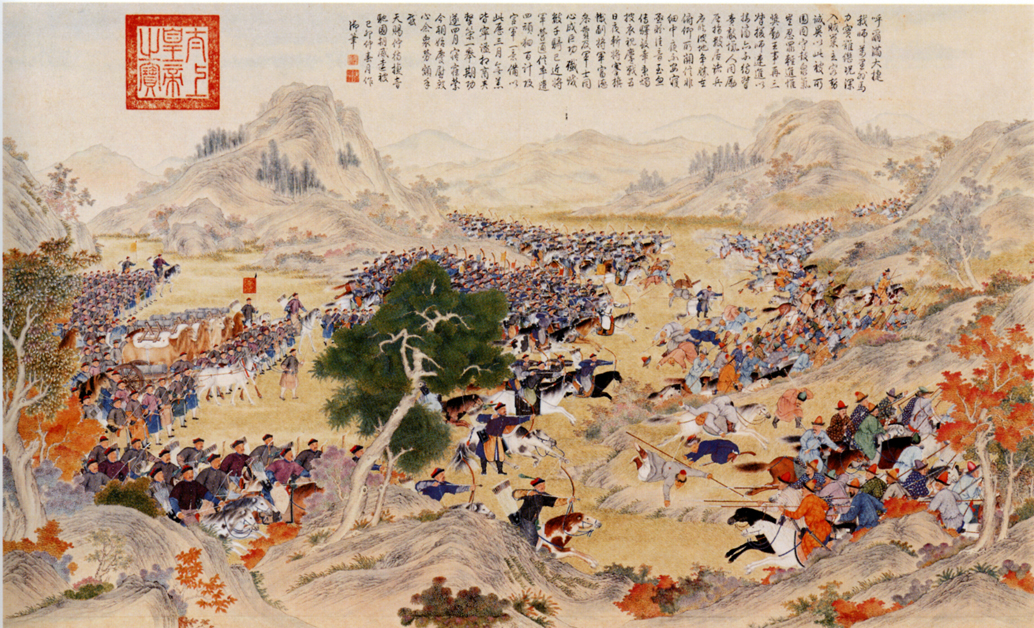
Batalha de Alcorão, 1759

Na Revolta dos Três Feudatórios, os generais e vassalos manchus foram inicialmente envergonhados pelo melhor desempenho do Exército Han do Estandarte Verde, que lutou melhor do que eles contra os rebeldes e isso foi notado pelo imperador Kangxi, levando-o a encarregar os generais Sun. Sike, Wang Jinbao e Zhao Liangdong para liderar os soldados do Estandarte Verde para esmagar os rebeldes.  Os Qing pensavam que os Han eram superiores na luta contra outros povos Han e, portanto, usaram o Exército do Estandarte Verde como o exército dominante e majoritário para esmagar os rebeldes em vez dos soldados-estandartes.  No noroeste da China, contra Wang Fuchen, os Qing colocaram soldados-estandartes na retaguarda como reservas enquanto usavam soldados do Exército Han do Estandarte Verde e generais Han como Zhang Liangdong, Wang Jinbao e Zhang Yong como as principais forças militares, considerando as tropas Han como melhores no combate. outro povo Han, e esses generais Han alcançaram a vitória sobre os rebeldes.  Sichuan e o sul de Shaanxi foram retomados pelo Exército Han do Estandarte Verde sob o comando de Wang Jinbao e Zhao Liangdong em 1680, com os Manchus participando apenas no tratamento de logística e provisões.  400.000 soldados do Exército do Estandarte Verde e 150.000 soldados-estandartes serviram no lado Qing durante a guerra.  213 companhias do Estandarte Han e 527 empresas dos Estandartes Mongóis e Manchu foram mobilizadas pelos Qing durante a revolta. 

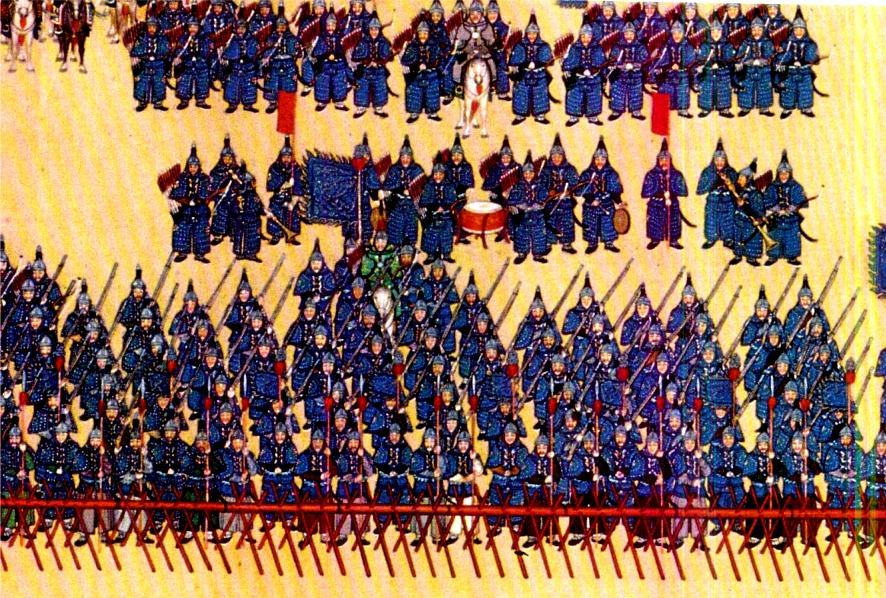
Soldados do Estandarte Azul durante o reinado do Imperador Qianlong.

As forças Qing foram esmagadas por Wu de 1673 a 1674.  Os Qing tiveram o apoio da maioria dos soldados Han e da elite Han contra os Três Feudatórios, uma vez que se recusaram a se juntar a Wu Sangui na revolta, enquanto os Oito Estandartes e os oficiais Manchu se saíram mal contra Wu Sangui, então os Qing responderam usando um enorme exército de mais de 900.000 Han (não-Estandartes) em vez dos Oito Estandartes, para lutar e esmagar os Três Feudatórios.  As forças de Wu Sangui foram esmagadas pelo Exército do Estandarte Verde, formado por soldados Ming desertores. 

### Expansão territorial
As tropas de escudos de vime de Koxinga tornaram-se famosas por lutar e derrotar os holandeses em Taiwan. Após a rendição dos ex-seguidores de Koxinga em Taiwan, o neto de Koxinga, Zheng Keshuang, e suas tropas foram incorporados aos Oito Estandartes. Seus soldados com escudo de vime (Tengpaiying) 藤牌营 foram usados contra os cossacos russos em Albazin. 
Sob os imperadores Kangxi e Qianlong, os Oito Estandartes participaram de uma série de campanhas militares para subjugar os leais aos Ming e os estados vizinhos. Nas célebres Dez Grandes Campanhas do Imperador Qianlong, os exércitos de bandeira lutaram ao lado das tropas do Exército do Estandarte Verde, expandindo o império Qing em sua maior extensão territorial. Embora parcialmente bem-sucedidas, as campanhas representaram um pesado fardo financeiro para o tesouro Qing e expuseram as fraquezas do exército Qing. Muitos vassalos perderam a vida na campanha da Birmânia, muitas vezes em consequência de doenças tropicais, às quais tinham pouca resistência. 

### História posterior
Embora os estandartes tenham sido fundamentais na transição de Ming para Qing no século XVII, elas começaram a ficar para trás das potências ocidentais em ascensão no século XVIII. Na década de 1730, o espírito marcial tradicional havia sido perdido, à medida que o bem pago Soldados-estandartes passava o tempo jogando e indo ao teatro. Subsidiar 1,5 milhões de homens, mulheres e crianças no sistema era uma proposta dispendiosa, agravada pelo peculato e pela corrupção. A miséria nas guarnições do nordeste levou muitos  Soldados-estandartes Manchu a abandonarem seus postos e, em resposta, o governo Qing os condenou à escravidão penal ou à morte. 

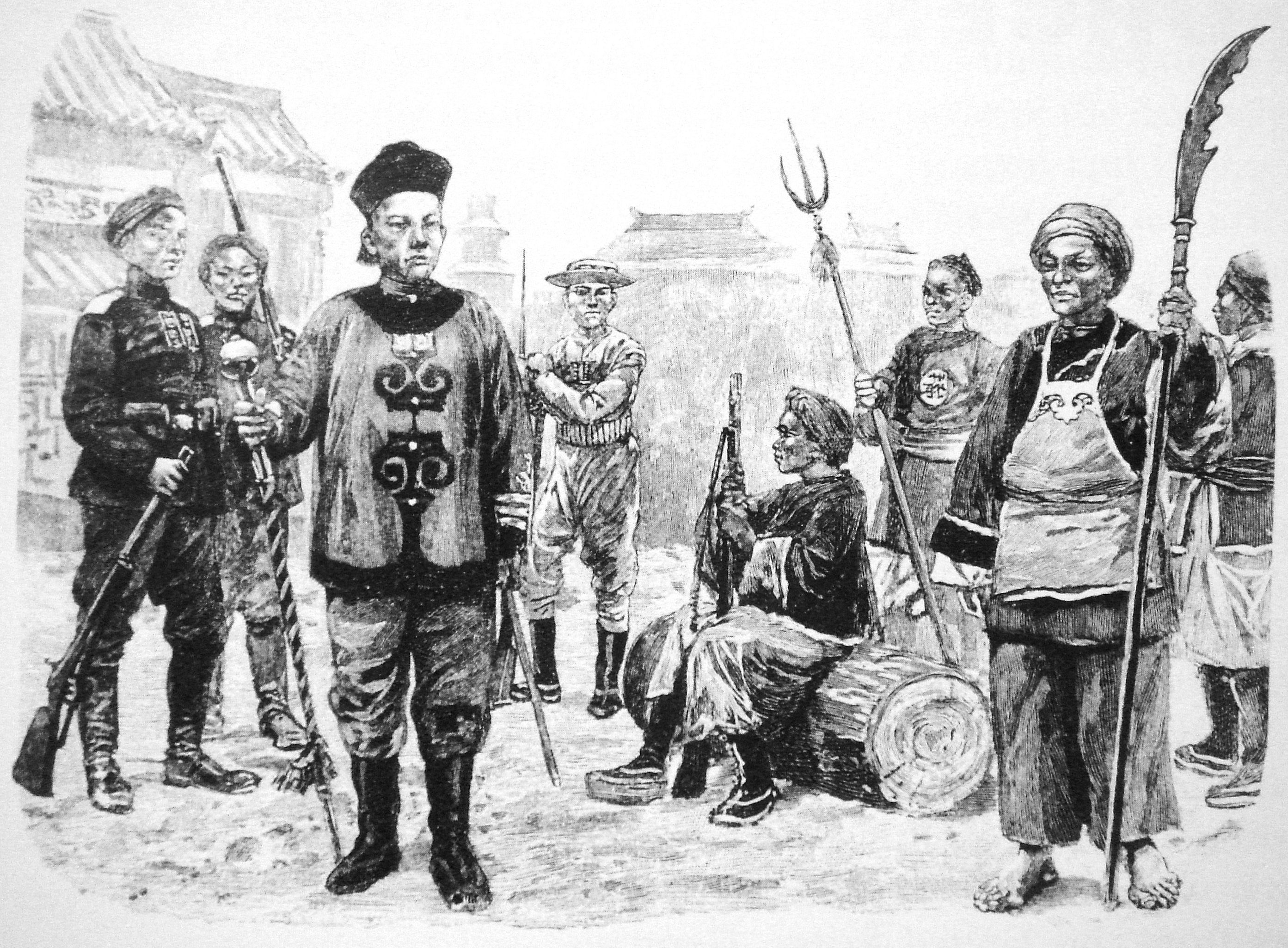
Soldados chineses na Rebelião dos Boxers; a esquerda é um Soldado-estandarte

No século XIX, as tropas dos Oito Estandartes e do Estandarte Verde mostraram-se incapazes de reprimir a Rebelião Taiping e a Rebelião Nien por conta própria. Oficiais regionais como Zeng Guofan foram instruídos a reunir as suas próprias forças a partir da população civil, levando à criação do Exército Xiang e do Exército Huai, entre outros. Juntamente com o Exército Sempre Vitorioso de Frederick Townsend Ward, foram estes exércitos de senhores da guerra (conhecidos como yong ying) que finalmente conseguiram restaurar o controle Qing neste período turbulento. 
John Ross, um missionário escocês que serviu na Manchúria no século XIX, escreveu sobre os vassalos: "A sua pretensão de serem militares baseia-se na sua descendência e não na sua habilidade com armas; e seu pagamento lhes é dado por causa das proezas de seus pais, e não por qualquer esperança de sua eficiência como soldados. Suas qualidades militares estão incluídas nas realizações da ociosidade, da equitação e do uso do arco e flecha, que praticam em algumas raras ocasiões a cada ano." 
Durante a Rebelião dos Boxers, de 1899 a 1901, as potências europeias recrutaram 10.000 Soldados-estandartes dos Estandartes Metropolitanos para o Corpo de Wuwei e deram-lhes treinamento e armas modernizados. Um deles foi o Hushenying. No entanto, muitos Estandartes Manchu em Pequim apoiaram os Boxers e compartilharam seu sentimento anti-estrangeiro.  Os Estandartes pró-Boxers sofreram pesadas baixas e posteriormente foram levados à pobreza desesperadora. 
Zhao Erfeng e Zhao Erxun foram dois importantes Estandartes Han no final da Qing. 
No final do século XIX, a Dinastia Qing começou a treinar e criar unidades do Novo Exército baseadas no treinamento, equipamento e organização ocidentais. No entanto, o sistema de estandartes permaneceu em existência até a queda da dinastia Qing em 1912, e mesmo depois, com uma organização de base continuando a funcionar até 1924. 
No final da dinastia Qing, todos os membros dos Oito Estandartes, independentemente da sua etnia original, eram considerados pela República da China como Manchus. 
Os soldados-estandartes Han tornaram-se uma classe política de elite na província de Fengtian no final do período Qing e na era republicana. 
Além de enviar exilados Han condenados por crimes para Xinjiang para serem escravos das guarnições de Estandartes, os Qing também praticaram o exílio reverso, exilando o Interior da Ásia (criminosos mongóis, russos e muçulmanos da Mongólia e do Interior da Ásia) para a China propriamente dita, onde serviriam como escravos nas guarnições de Estandartes Han em Guangzhou. Russos, Oirates e Muçulmanos como Yakov e Dmitri foram exilados para a guarnição de bandeira Han em Guangzhou.  Na década de 1780, após a derrota da revolta Jahriyya em Gansu iniciada por Zhang Wenqing (張文慶), muçulmanos como Ma Jinlu (馬進祿) foram exilados para a guarnição do Estandarte Han em Guangzhou para se tornarem escravos dos oficiais do Estandarte Han.  O código Qing que regulamenta os mongóis na Mongólia condenou os criminosos mongóis ao exílio e a se tornarem escravos dos vassalos Han nas guarnições do Estandarte Han na própria China. 

## Organização
No nível mais alto, os oito estandartes foram categorizadas de acordo com dois agrupamentos. Os três estandartes "superiores" (ambos os Estandartes Amarelos e Estandartes Branco Plano) estavam sob o comando nominal do próprio imperador, enquanto as cinco bandeiras "inferiores" eram comandadas por outros. Os estandartes também foram divididos em "ala esquerda" e "ala direita" de acordo com a forma como seriam dispostas na batalha. Em Pequim, a ala esquerda ocupou os bairros de bandeira oriental e a ala direita ocupou os bairros ocidentais. 
A menor unidade de um exército de estandarte era a companhia, ou niru (chinês: 佐領, pinyin: zuǒlǐng), composto nominalmente por 300 soldados e suas famílias. O termo niru significa "flecha" na língua manchu e era originalmente o nome manchu para um grupo de caça armado com arcos e flechas. 15 companhias (4.500 homens) formavam um jalan (chinês: 參領, pinyin: cānlǐng). 4 jalan constituíram uma gūsa (estandarte), com um total de 60 companhias, ou 18.000 homens. Os tamanhos reais muitas vezes variavam substancialmente em relação a esses padrões. 
| gūsa | jalan | niru |
| ---- | ----- | ---- |
| ᡤᡡᠰᠠ | ᠵᠠᠯᠠᠨ | ᠨᡳᡵᡠ |

| Estandarte | Nome                        | Manchu                                     | Mongol                                        | Chinês              | E/D      | S/I      |
| ---------- | --------------------------- | ------------------------------------------ | --------------------------------------------- | ------------------- | -------- | -------- |
|            | Estandarte Amarelo Bordado  | ᡴᡠᠪᡠᡥᡝ ᠰᡠᠸᠠᠶᠠᠨ ᡤᡡᠰᠠ kubuhe suwayan gūsa    | ᠬᠥᠪᠡᠭᠡᠲᠦ ᠰᠢᠷᠠ ᠬᠣᠰᠢᠭᠤ köbegetü sir-a qosiɣu    | 鑲黃旗 xiānghuángqí | Esquerda | Superior |
|            | Estandarte Amarelo Simples  | ᡤᡠᠯᡠ ᠰᡠᠸᠠᠶᠠᠨ ᡤᡡᠰᠠ gulu suwayan gūsa        | ᠰᠢᠯᠤᠭᠤᠨ ᠰᠢᠷᠠ ᠬᠣᠰᠢᠭᠤ siluɣun sir-a qosiɣu      | 正黃旗 zhènghuángqí | Direita  | Superior |
|            | Estandarte Branco Simples   | ᡤᡠᠯᡠ ᡧᠠᠩᡤᡳᠶᠠᠨ ᡤᡡᠰᠠ gulu šanggiyan gūsa     | ᠰᠢᠯᠤᠭᠤᠨ ᠴᠠᠭᠠᠨ ᠬᠣᠰᠢᠭᠤ siluɣun čaɣan qosiɣu     | 正白旗 zhèngbáiqí   | Esquerda | Superior |
|            | Estandarte Vermelho Simples | ᡤᡠᠯᡠ ᡶᡠᠯᡤᡳᠶᠠᠨ ᡤᡡᠰᠠ gulu fulgiyan gūsa      | ᠰᠢᠯᠤᠭᠤᠨ ᠤᠯᠠᠭᠠᠨ ᠬᠣᠰᠢᠭᠤ siluɣun ulaɣan qosiɣu   | 正紅旗 zhènghóngqí  | Direita  | Inferior |
|            | Estandarte Branco Bordado   | ᡴᡠᠪᡠᡥᡝ ᡧᠠᠩᡤᡳᠶᠠᠨ ᡤᡡᠰᠠ kubuhe šanggiyan gūsa | ᠬᠥᠪᠡᠭᠡᠲᠦ ᠴᠠᠭᠠᠨ ᠬᠣᠰᠢᠭᠤ köbegetü čaɣan qosiɣu   | 鑲白旗 xiāngbáiqí   | Esquerda | Inferior |
|            | Estandarte Vermelho Bordado | ᡴᡠᠪᡠᡥᡝ ᡶᡠᠯᡤᡳᠶᠠᠨ ᡤᡡᠰᠠ kubuhe fulgiyan gūsa  | ᠬᠥᠪᠡᠭᠡᠲᠦ ᠤᠯᠠᠭᠠᠨ ᠬᠣᠰᠢᠭᠤ köbegetü ulaɣan qosiɣu | 鑲紅旗 xiānghóngqí  | Direita  | Inferior |
|            | Estandarte Azul Simples     | ᡤᡠᠯᡠ ᠯᠠᠮᡠᠨ ᡤᡡᠰᠠ gulu lamun gūsa            | ᠰᠢᠯᠤᠭᠤᠨ ᠬᠥᠬᠡ ᠬᠣᠰᠢᠭᠤ siluɣun köke qosiɣu       | 正藍旗 zhènglánqí   | Esquerda | Inferior |
|            | Estandarte Azul Bordado     | ᡴᡠᠪᡠᡥᡝ ᠯᠠᠮᡠᠨ ᡤᡡᠰᠠ kubuhe lamun gūsa        | ᠬᠥᠪᠡᠭᠡᠲᠦ ᠬᠥᠬᠡ ᠬᠣᠰᠢᠭᠤ köbegetü köke qosiɣu     | 鑲藍旗 xiānglánqí   | Direita  | Inferior |

### Composição étnica
Inicialmente, os exércitos de estandartes eram compostos principalmente por indivíduos de várias tribos Manchu. À medida que novas populações foram incorporadas ao império, os exércitos foram expandidos para acomodar tropas de diferentes etnias. Os exércitos de estandartes acabariam por abranger três componentes étnicos principais: os Manchus, os Han e os Mongóis, e vários grupos étnicos menores, como os Sibe, os Daur e os Evenkis.
Quando os Jurchéns foram reorganizados por Nurhaci nos Oito Estandartes, muitos clãs Manchu foram criados artificialmente quando um grupo de pessoas não relacionadas fundou um novo clã Manchu (mukun) usando um nome de origem geográfica, como um topônimo para seu hala (nome do clã). 
Houve histórias de Han migrando para os Jurchéns e assimilando-se à sociedade Manchu Jurchén e Nikan Wailan pode ter sido um exemplo disso.  O clã Manchu Cuigiya 崔佳氏 afirmou que um chinês Han fundou seu clã.  O Tohoro 托和啰 (clã de Duanfang) reivindicou origem chinesa Han.      O clã Han Chinês Tong 佟 de Fushun em Liaoning alegou falsamente ser parente do clã Jurchén Manchu Tunggiya 佟佳 de Jilin, usando esta falsa alegação para serem transferidos para um estandarte Manchu no reinado do imperador Kangxi. 
A transferência de famílias de Estandartes Han ou status de servo (Booi Aha) para Estandartes Manchu, mudando sua etnia de Han para Manchu, foi chamada de Taiqi (抬旗) em chinês. Eles seriam transferidos para as "três" estandartes Manchu superiores. Era uma política dos Qing transferir para famílias imediatas  (os irmãos, pai) da mãe de um imperador para as três bandeiras Manchu superiores e ter "giya" 佳 anexado ao final de seu sobrenome.  Normalmente ocorria em casos de casamentos mistos com a família imperial Qing Aisin Gioro, e os parentes próximos (pais e irmãos) da concubina ou Imperatriz seriam promovidos do Estandarte Han para o Estandarte Manchu e se tornariam Manchu. A Imperatriz Estandarte Han Xiaoyichun e toda a sua família foram transferidas para os Estandartes Manchu devido ao seu status de mãe de um imperador e seu sobrenome foi mudado de Wei 魏 para Weigiya 魏佳.
Os Qing disseram que "Manchu e Han são uma casa" 滿漢一家 e disseram que a diferença "não era entre Manchu e Han, mas sim entre um Membro do Estandarte e um civil". 
Grupos selecionados de vassalos chineses Han foram transferidos em massa para Estandartes Manchu pelos Qing, mudando sua etnia de chineses Han para Manchu. Os vassalos chineses han de Tai Nikan 台尼堪 (posto de vigia chinês) e Fusi Nikan 撫順尼堪 (chinês Fushun)  tiveram suas origens nos estandartes Manchu em 1740 por ordem do imperador Qing Qianlong.  Foi entre 1618-1629 quando os chineses Han de Liaodong, que mais tarde se tornaram Fushun Nikan e Tai Nikan, desertaram para os Jurchéns (Manchus).  Esses clãs Manchu de origem chinesa Han continuam a usar seus sobrenomes Han originais e são marcados como de origem Han nas listas Qing de clãs Manchu.   
As famílias Manchu adotaram filhos chineses Han de famílias de origem servo Booi Aha (baoyi) e eles serviram nos registros de companhias Manchu como famílias isoladas Manchus e a corte imperial Qing descobriu isso em 1729. Os vassalos manchus que precisavam de dinheiro ajudaram a falsificar o registro de servos chineses han sendo adotados nas bandeiras manchus e as famílias manchus que não tinham filhos foram autorizadas a adotar os próprios filhos de seus servos ou servos.  As famílias Manchu foram pagas para adotar filhos chineses Han de famílias servas por essas famílias. O capitão da Guarda Imperial Qing, Batu, ficou furioso com os manchus que adotaram chineses han como seus filhos de famílias de escravos e servos em troca de dinheiro e expressou seu descontentamento por eles adotarem chineses han em vez de outros manchus.  Esses chineses han que se infiltraram nos estandartes manchus por adoção eram conhecidos como "vassalos de status secundário" e "falsos manchus" ou "manchus de registro separado", e eventualmente havia tantos desses chineses han que eles assumiram posições militares nos Estandartes que anteriormente eram reservados para Jurchéns Manchus. Filhos adotivos chineses Han e vassalos de registro separado representavam 800 dos 1.600 soldados dos Estandartes Mongóis e Estandartes Manchu de Hangzhou em 1740, o que era quase 50%. O filho adotivo chinês Han representava 220 dos 1.600 soldados não assalariados em Jingzhou em 1747 e uma variedade de vassalos chineses han de registro separado, mongóis e manchus eram o restante. Os vassalos de status secundário chineses han representavam 180 dos 3.600 domicílios de soldados em Ningxia, enquanto os registros separados dos chineses han representavam 380 dos 2.700 soldados manchus em Liangzhou. O resultado da tomada de posições militares por esses Han Manchus resultou na privação de muitos Jurchéns Manchus de suas posições tradicionais como soldados nos exércitos da Bandeira, resultando na suplantação do status econômico e social de Jurchéns Manchus pelos Han Manchus. Dizia-se que esses Han Manchus eram boas tropas militares e suas habilidades em marcha e tiro com arco estavam à altura, de modo que o tenente-general Zhapu não conseguia diferenciá-los dos Jurchéns Manchus em termos de habilidades militares.  Os estandartes manchus continham muitos "falsos manchus" que eram de famílias civis chinesas han, mas foram adotados por vassalos manchus após o reinado de Yongzheng. Os estandartes mongóis Jingkou e Jiangning e os estandartes Manchu tiveram 1.795 chineses han adotados e as bandeiras mongóis de Pequim e as bandeiras manchu tiveram 2.400 chineses han adotados nas estatísticas retiradas do censo de 1821. Apesar das tentativas de Qing de diferenciar os chineses han adotados dos vassalos manchus normais, as diferenças entre eles tornaram-se nebulosas.  Esses servos chineses han adotados que conseguiram ocupar cargos de estandartes manchu foram chamados de kaihu ren (開戶人) em chinês e dangse faksalaha urse em manchu. Os Manchus normais eram chamados de jingkini Manjusa.
Os vassalos manchus plebeus que não eram da nobreza eram chamados de irgen, que significava comum, em contraste com a nobreza manchu das "Oito Grandes Casas" que detinham títulos de nobreza.  
Jiang Xingzhou 姜興舟, um tenente vassalo Han do Estandarte Amarelo Fronteiriço, casou-se com uma mulher muçulmana em Mukden durante o final do reinado de Qianlong. Ele fugiu de seu cargo por medo de ser punido por ser um vassalo que se casou com uma mulher comum. Ele foi condenado à morte por deixar seu posto oficial, mas a sentença foi comutada e ele não foi executado.  
No final do século XIX e início de 1900, os casamentos mistos entre vassalos Manchus e Han no nordeste aumentaram à medida que as famílias Manchu estavam mais dispostas a casar suas filhas com filhos de famílias Han abastadas para trocar seu status étnico por um status financeiro mais elevado. 

## Soldados

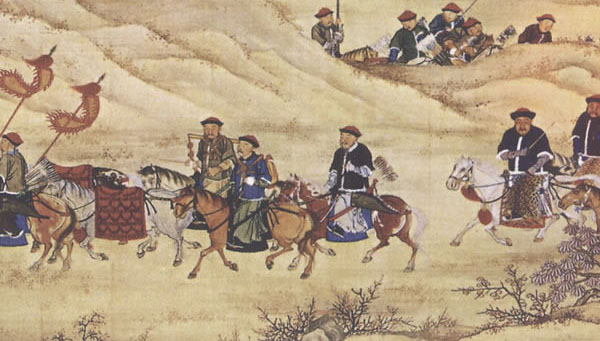
Soldados-estandartes acompanhando um grupo de caça imperial. A caça serviu como exercício militar e para melhorar a coordenação entre as unidades militares.

A partir do momento em que a China foi colocada sob o domínio da dinastia Qing, os soldados-estandartes, porta-estandartes ou simplesmente vassalos tornaram-se mais profissionais e burocratizados. Depois que os Manchus assumiram o governo, eles não puderam mais satisfazer as necessidades materiais dos soldados enfeitando e distribuindo saques; em vez disso, foi instituído um sistema salarial, as fileiras padronizadas e os Oito Estandartes tornaram-se uma espécie de casta militar hereditária, embora com uma forte inflexão étnica. Os soldados assumiram posições permanentes, quer como defensores da capital, Pequim, onde cerca de metade deles vivia com as suas famílias, quer nas províncias, onde foram estabelecidas cerca de dezoito guarnições. As maiores guarnições de estandartes durante a maior parte da dinastia Qing estavam em Pequim, seguidas por Xi'an e Hangzhou. Grandes populações de estandartes também foram colocadas na Manchúria e em pontos estratégicos ao longo da Grande Muralha, do rio Yangtze e do Grande Canal.

### Soldados proeminentes
- Agui - participou da Guerra Sino-Birmanesa e da supressão dos povos das colinas de Jinchuan. Membro do Estandarte Azul Simples.
- Fuheng — comandante na Guerra Sino-Birmanesa . Membro do Estandarte Amarelo Bordado.
- Fuk'anggan – comandante na Guerra Sino-Nepalesa. Membro da Estandarte Amarelo Bordado.
- Geng Zhongming – senhor da guerra da dinastia Ming. Introduzido na Estandarte Amarelo Simples Chinês após submissão a Qing.
- Li Yongfang – comandante da fronteira da dinastia Ming. Introduzido na Estandarte Azul Simples Chinês após se render a Qing.
- Shi Lang
- Zheng Keshuang - neto de Koxinga. Introduzido no Estandarte Vermelho da Planície Chinesa após se render a Qing.
- Zhu Zhiliang – um descendente da família imperial da Dinastia Ming. Recebeu o título de Marquês da Graça Estendida e foi incluído no Estandarte Branco Simples Chinês.
- Zu Dashou – comandante da fronteira da dinastia Ming. Introduzido no Estandarte Amarelo Simples Chinês após se render a Qing.